# (60608) 2000 EE173
(60608) 2000 EE173 est un objet transneptunien faisant partie des centaures, découvert le 3 mars 2000 par N. Wyn Evans, Jane Luu et Chadwick Trujillo.